# Gabbró

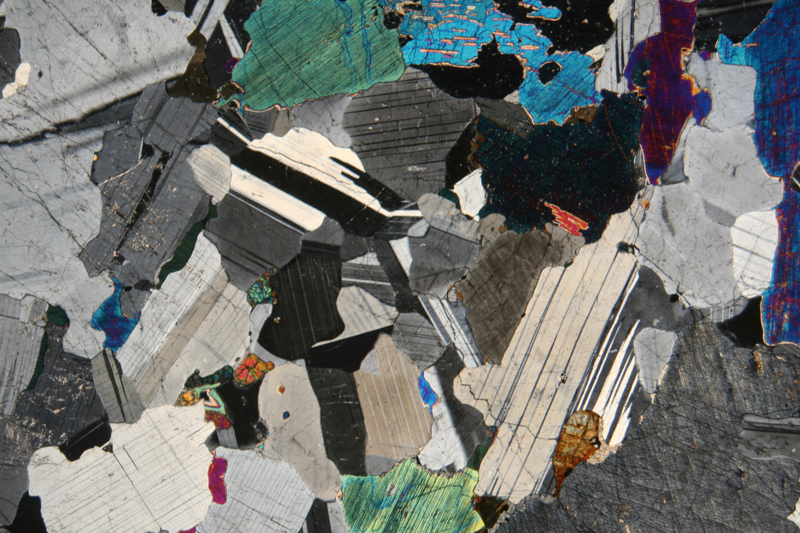
Gabbró mikroszkópos vékonycsiszolati képe polarizált fényben

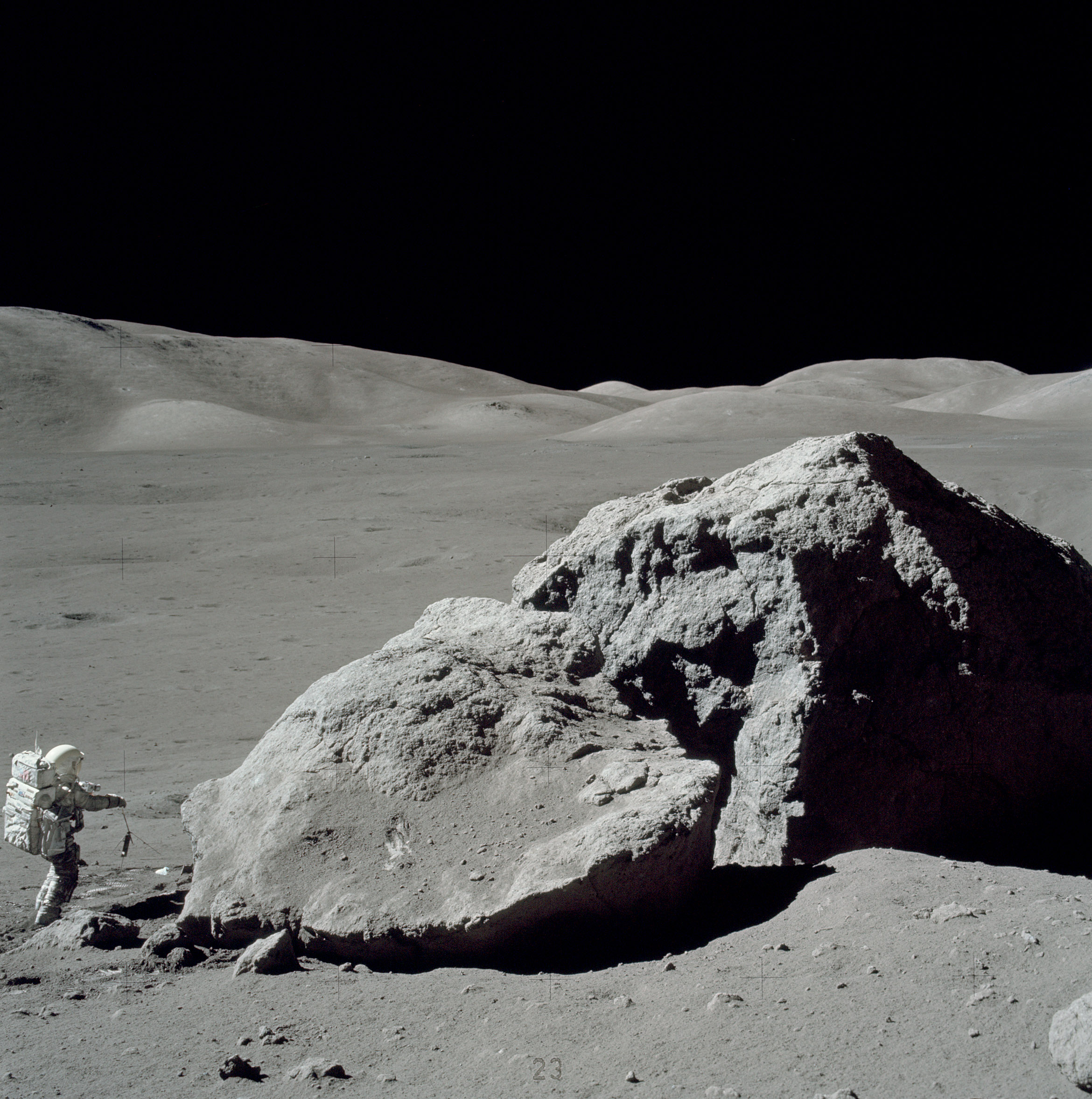
Harrison Schmitt amerikai űrhajós kőzetmintát gyűjt az Apollo–17 expedíción a holdi Vidámság Tengerének keleti partvidékén

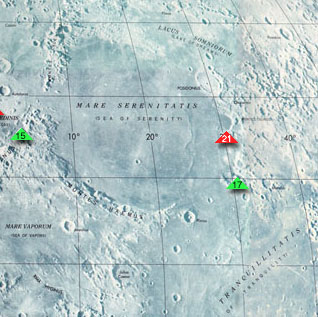
A Mare Serenitatis vidékének térképe a Holdon a jelentősebb kőzetmintagyűjtési és más expedíciós helyekkel: Apollo–17, Luna–21 (Lunohod–2), Apollo–15

A gabbró a mélységi magmás kőzetek egy csoportja. Akkor keletkezik, ha a bazaltos összetételű magma megreked a mélyben és ott kristályosodik ki. A földi óceáni kéreg alsó része főleg gabbróból áll. Ezek az óceánközépi hátságok bazaltos vulkanizmusa során jönnek létre. Hipabisszikus képződésű, holokristályos szövetű, durvaszemcsés kőzet, telített (neutrális) vagy bázisos kovasavtartalmú.

## Kőzettani leírás
Durvaszemcsés szövetű, alacsonyabb szilícium-dioxid-tartalmú kőzet, amelynek a kémiai összetétele hasonló a bazaltéhoz. Színe világos, vagy sötétszürke, enyhe zöldes árnyalattal vagy akár sötétzöld színnel. Fő ásványai a piroxének és a plagioklászok, az olivin és az amfiból. A piroxén főleg klinopiroxén, de kisebb mennyiségben ortopiroxén is lehet. A gabbrók mindig tartalmaznak néhány százaléknyi vas-titán-oxid ásványt is: magnetitet, ilmenitet és ulvöspinellt, ritkán biotit is előfordul. Járulékos ásványai lehetnek apatit, titanit és pirit. A holdi bazaltokban ezekhez járul még az armalcolit nevű vas-titán-oxid ásvány is.
Ha rombos-piroxéneket tartalmaz, akkor norit a neve.
Megjelenési formája rendszerint lopolit, tömzs vagy telér, sűrűsége ρ = 2,8 x 10³ - 3,2 x 10³ kg/m³ közötti az összetételtől függően.

## Geológiai környezete
A gabbró gabbrómagmából keletkezik, nagy tömegben létrejövő intruzív kőzetként is, valamint a nagy mélységben megrekedt és kristályosodott, de a hosszú ideig tartó kristályosodás folytán rétegződött réteges intruzív kőzetként is megtaláljuk. Ez utóbbi kumulátos szövetű is lehet a kristályosodó piroxének és plagioklászok leülepedése folytán. Az ilyen szövetű kőzetet  piroxén-plagioklász ortokumulátnak is nevezik. Gránitos maradékmagmából is létrejöhet.
A gabbró fontos kőzete az óceáni kéregnek. Megtalálható az ofiolitokban, a haránttelér (sheeted dyke) zónájában. Gabbrókból álló intrúziók típusos jelzőkőzetei a riftesedés környezetének.

## Ásványkincsek
A gabbró mutatós kőzet, ezért gyakran használják épületek burkolására. Másrészt jelentős ércesedések is kísérhetik. Fontos szulfidércek találhatók benne: az arany, az ezüst, a réz, a  platina, a króm, a nikkel, a kobalt szulfidjai.

## Gabbró Magyarországon
Magyarországon gabbró az Eger melletti Szarvaskőn található.

## Gabbró a Holdon
A gabbró a holdkőzetek között is fontos kőzettípus. A Hold kőzetei viszonylag kis szilícium-dioxid tartalmú kőzetek. A gabbroidális kőzetek számos válfaja megtalálható a holdkőzetek körében, ilyen a norit, az anortozitos-gabbró és a gabbrós-anortozit is.

## Lásd még
- Magmás kőzetek
- Bazalt